# Zweites Finanzmarktstabilisierungsgesetz
Das Zweite Gesetz zur Umsetzung eines Maßnahmenpakets zur Stabilisierung des Finanzmarktes (Zweites Finanzmarktstabilisierungsgesetz – 2. FMStG) regelt eine bis Ende 2012 befristete Reaktivierung des Finanzmarktstabilisierungsfonds. Es folgt somit dem Finanzmarktstabilisierungsgesetz.
Der Finanzmarktstabilisierungsfonds kann taumelnden Banken mit Kapitalhilfen bis zu 80 Milliarden Euro und mit Garantien bis zu 420 Milliarden Euro beispringen.